# Million roz (album)
Million roz (in russo Миллион роз?, in giapponese 百万本のバラ?) è una raccolta della cantante russa Alla Pugačëva pubblicata nel 1983 dalla Victor in Giappone.

## Tracce
Lato A
1. 百万本のバラ (Million roz; Ital. "Un milione di rose") – 5:29 (testo: Andrej Voznesenskij – musica: Raimonds Pauls)
2. もう嫉妬はしない (Ja bol'še ne revnuju (ital. "Non sono più geloso")) – 5:12 (testo: Osip Mandel'štam – musica: Alla Pugačëva)
3. 当直のエンジェル (Dežurnyj angel (ital. "Angelo di turno")) – 4:31 (testo: Il'ja Reznik – musica: Alla Pugačëva)
4. 階段 (Lestnica (ital. "Scala")) – 3:50 (testo: Il'ja Reznik – musica: Alla Pugačëva)
5. 遅かった (Pozdno (ital. "Tardi" - duetto con [[Valerij Jakovlevič Leont'ev|Valerij Leont'ev]])) – 4:22 (testo: Il'ja Reznik – musica: Alla Pugačëva)

Lato B
1. この道は何て不安なのでしょう (Kak trevožen ètot put' (ital. "Quanto è inquietante questo percorso")) – 4:53 (testo: Il'ja Reznik – musica: Alla Pugačëva)
2. 女綱渡り師 (Kanatochodka (ital. "Funambolo")) – 5:53 (testo: Il'ja Reznik – musica: Alla Pugačëva)
3. …ということになっちゃったの、ママ (Vot tak slučilos', mama (ital. "Ecco come è andata, mamma")) – 3:39 (testo: Oleg Miljavskij – musica: Alla Pugačëva)
4. 私がおばあちゃんになる時 (Kogda ja budu babuškoj (ital. "Quando diventerò nonna")) – 3:02 (testo: Marina Cvetaeva – musica: Alla Pugačëva)
5. 想い出の古時計 (Старинные часы (ital. "Orologio antico")) – 4:40 (testo: Il'ja Reznik – musica: Raimonds Pauls)